# Wichburg (Lurngau)
Wichburg (auch Wichpurg, Wigburg, Wichpurch; * um 960; † um 1030) war die erste Tochter des Pfalzgrafen Hartwig I. von Bayern und der Wichburg von Bayern, Tochter von Herzog Eberhard von Bayern. Sie gründete das Stift St. Georgen in Sankt Georgen am Längsee in Kärnten, Österreich.

## Leben

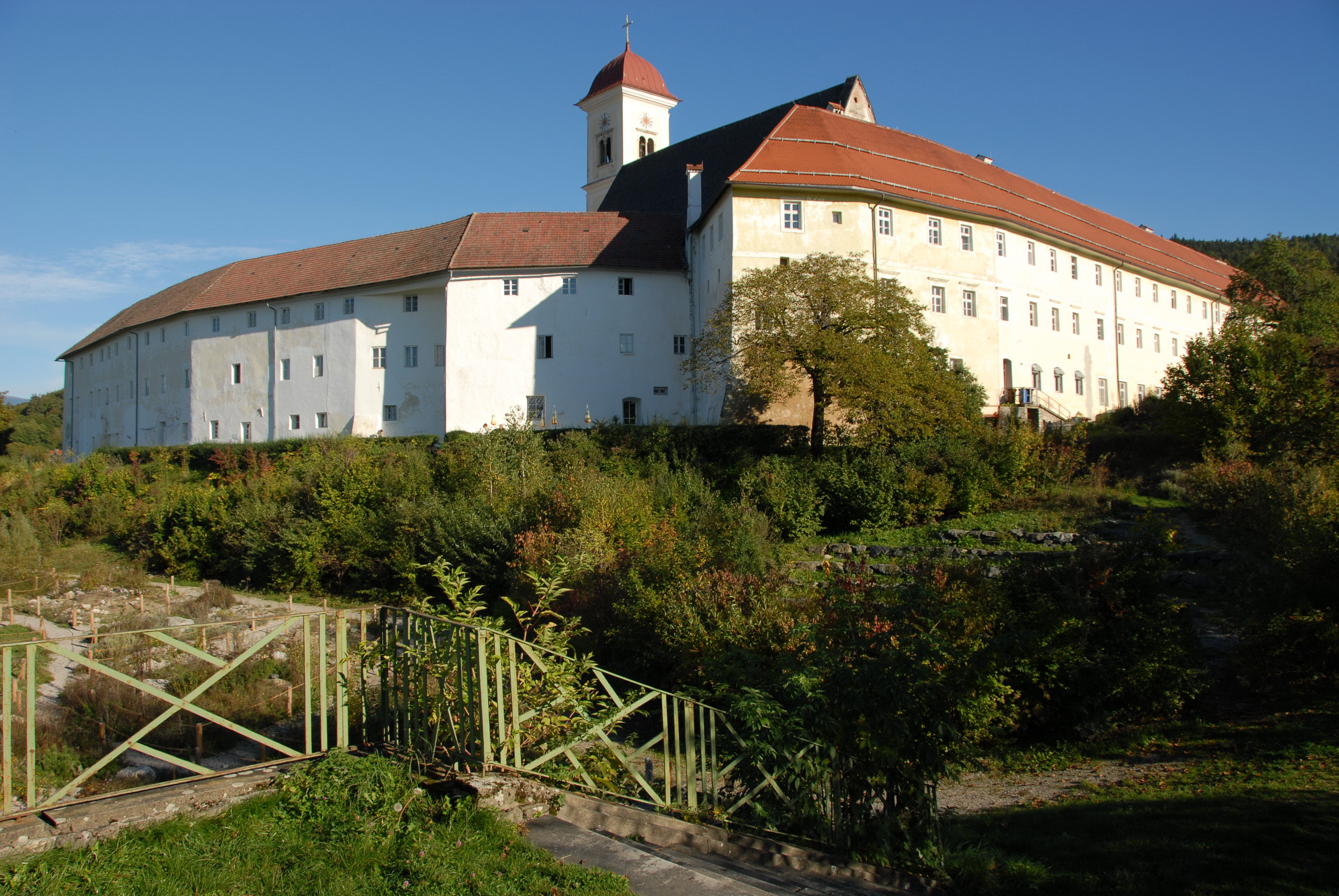
Stift St. Georgen

Wichburg heiratete Ottwin von Sonnenburg, Graf im Pustertal und Lurngau (Oberkärnten).  Sie erneuerte vor 1002 die verfallene Georgskirche auf ihrem Gut am Längsee in Kärnten, wo sie ein Damenstift gründen wollte. Ottwin schenkte dem zu errichtenden Kloster seinen Erbbesitz im Pustertal (Dietenheim) und begab sich auf eine Pilgerreise; er kam erst nach 17 Jahren zurück und starb am 6. Januar 1019 auf seinem Schloss Sonnenburg. Wichburgs Bruder Hartwig, Erzbischof von Salzburg, weihte die Stiftskirche im Jahre 1018. 
Das Stift St. Georgen war das erste hochmittelalterliche Kloster in Kärnten.  Nach dem Tod ihres Mannes stattete Wichburg, mit Zustimmung ihrer Kinder, es mit ererbtem Grundbesitz im Jauntal, um Sankt Veit an der Glan und im Pustertal aus und unterstellte es dem Schutz ihres Bruders, Erzbischof Hartwig, und dessen Nachfolgern, mit der Bestimmung, dass ihre Erben, falls die Erzbischöfe nach Aufhebung des Klosters dessen Güter einziehen wollten, das Recht hatten, das Kloster für fünf Geldstücke zurückzukaufen.  Dem Stift wurde freie Wahl der Äbtissin und des Vogts zugesichert. Wichburgs älteste Tochter Hiltburg wechselte aus dem Benediktinerinnenstift Nonnberg in Salzburg als erste Äbtissin nach St. Georgen; auf sie folgte ihre Schwester Perchkund als zweite Äbtissin.

## Nachkommen
Aus Wichburgs Ehe mit Ottwin stammten die Kinder:
- Volchold (Volkhold), Graf, Erbe des restlichen Pustertaler Besitzes seines Vaters; schenkte 1039 das Schloss Sonnenburg an die Benediktinerinnen zur Errichtung eines Klosters
- Wichburg von Sonnenburg, mit ihrem Mann Aribo († nach 1022) Mitstifter des Klosters Sonnenburg, dessen erste Äbtissin ihre Tochter Wichburg wurde
- Odalrich (Ulrich), 1022–1055 Bischof von Trient, ab 1027 erster Fürstbischof von Trient
- Hiltburg, um 1006 Nonne des Stifts Nonnberg zu Salzburg, erste Äbtissin von St. Georgen[2]
- Perchkint (Perchkund, Perchunt, Perchtigund), Nonne in Nonnberg, nach Hiltburg zweite Äbtissin von St. Georgen
- Hartwig, wahrscheinlich Mönch in Seeon
- Gerloch († vor 1029), Graf
- Heinrich, um 1029[3]